# Lallange
Lallange (en luxemburguès: Lalleng; en alemany: Lallingen) és un dels barris de la ciutat d'Esch-sur-Alzette al sud-oest de Luxemburg.